# Насимьенто (Чили)
Насимьенто (исп. Nacimiento) — город в Чили. Административный центр одноимённой коммуны. Население — 20 884 человека (2002).   Город и коммуна входит в состав провинции Био-Био и области Био-Био.
Территория коммуны — 934,9 км². Численность населения — 26 295 жителей (2007). Плотность населения — 28,13 чел./км².

## Расположение
Город расположен на берегах реки Вергара близ её места впадения в Био-Био, в 83 км к югу от административного центра области — города Консепсьон и в 29 км западнее административного центра провинции — города Лос-Анхелес.
Коммуна граничит:
- на северо-востоке — с коммуной Лаха
- на востоке — с коммуной Лос-Анхелес
- на юго-востоке — с коммуной Негрете
- на юге — с коммунами Анголь, Ренайко
- на западе — с коммуной Куранилауэ
- на северо-западе — с коммуной Санта-Хуана

## Демография
Согласно сведениям, собранным в ходе переписи Национальным институтом статистики,  население коммуны составляет 26 295 человек, из которых 13 148 мужчин и 13 147 женщин.
Население коммуны составляет 1,33 % от общей численности населения области Био-Био. 19,16 %  относится к сельскому населению и 80,84 % — городское население.